# مسابقه آواز یوروویژن ۱۹۹۰
مسابقه آواز یوروویژن ۱۹۹۰ ۳۵مین دوره از مسابقات آواز یوروویژن بود که در Vatroslav Lisinski Concert Hall، زاگرب، جمهوری سوسیالیستی کرواسی، جمهوری فدرال سوسیالیستی یوگسلاوی برگزار شد. برنده آن کشور ایتالیا بود.